# 轉轉樂園
《轉轉樂園》（又译作）是任天堂開發、於1984年於紅白機發行的益智類電子遊戲。遊戲後來再版或重製於任天堂對戰系統大型電玩、FC磁碟機、夏普ZaurusPDA和Virtual Console。

## 外部連結
- 红白机40周年纪念活动网站上的《轉轉樂園 （页面存档备份，存于）》（日語）